# 河內郡 (栃木縣)
河內郡（日语：／ Kawachi gun */?）是栃木縣的一郡。人口31,626人、面積54.52km²。（2007年3月1日）
現轄有以下1町。
- 上三川町